# Сечура
Сечура је пустиња у Јужној Америци у северозападном делу Перуа. Захвата површину од 5000 km². Према типу подлоге спада у песковите пустиње.